# Wybory parlamentarne w Libanie w 1926 roku
Wybory parlamentarne w Libanie odbyły się w 1926 roku. Po sporządzeniu projektu konstytucji (ogłoszonej francuskim dekretem 23 maja), w której uczestniczyła rada reprezentantów, powołano dwuizbowy parlament - Izbę Deputowanych i Senat.
Zadaniem parlamentu pierwszej kadencji było zorganizowanie wyborów prezydenckich i stworzenie rządu. W 1927 roku Senat został zniesiony.